# Obodnik
Obodnik (cyr. Ободник) – wieś w Bośni i Hercegowinie, w Republice Serbskiej, w gminie Kotor Varoš. W 2013 roku liczyła 650 mieszkańców.